# Friedrich von Preußen (1911–1966)

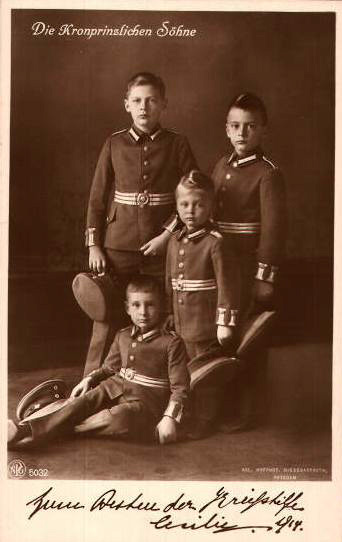
Die Kronprinzlichen Söhne

Friedrich Georg Wilhelm Christoph Prinz von Preußen (* 19. Dezember 1911 in Berlin; † 20. April 1966 in Schloss Reinhartshausen) war ein Enkel des letzten Deutschen Kaisers.

## Leben

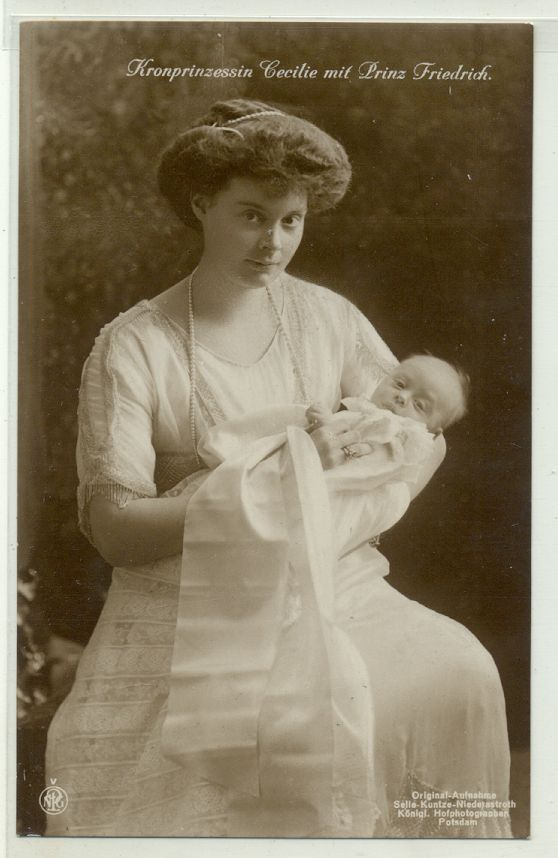
Kronprinzessin Cecilie mit Prinz Friedrich

Prinz Friedrich (genannt Fritzi) war das vierte Kind des deutschen und preußischen Kronprinzen Wilhelm und dessen Gemahlin Cecilie, Tochter des Großherzogs Friedrich Franz III. von Mecklenburg und der Großfürstin Anastasia Michailowna Romanowa.
Seine ersten zwei Lebensjahre verbrachte Friedrich bis Januar 1914 in Zoppot, weil der Vater in Danzig das 1. Leib-Husaren-Regiment kommandierte, bis er nach Berlin versetzt wurde. Ab 1917 lebte Friedrich mit seiner Mutter und den Geschwistern im Schloss Cecilienhof in Potsdam, wo er zur Schule ging.
Friedrich, dessen Taufpate König Georg V. war, war bereits seit seiner Jugend anglophil eingestellt. 1934 wurde er als erster Hohenzoller seit dem Ersten Weltkrieg im Buckingham Palace durch das britische Königspaar empfangen und nahm auch als deren Gast auf der königlichen Yacht Victoria and Albert an der Regattawoche in Cowes teil. Als Vertreter seines Großvaters nahm Friedrich Ende 1935 am Staatsbegräbnis für den britischen Admiral Lord Jellicoe in London teil. 1937 war er der Vertreter des preußischen Königshauses bei der Krönung Georgs VI.
Wie seine Brüder studierte Friedrich Jura und Volkswirtschaft. Sein erstes juristisches Staatsexamen legte er 1936 an der Friedrich-Wilhelms-Universität in Berlin ab. Im Jahr 1937 übersiedelte er nach Großbritannien und arbeitete zuerst bei einer Londoner Bank, später in kaufmännischer Stellung bei der England-Vertretung des Kalisyndikats.

## Nach Kriegsausbruch
Die Weiterarbeit in einem als kriegswichtig betrachteten Betrieb war nach Ausbruch des Zweiten Weltkrieges nicht mehr möglich. Unter dem Namen Graf von Lingen (einem der vielen Titel der preußischen Könige) schrieb sich Friedrich nun als Forschungsstudent an der University of Cambridge ein. Laut seiner Mutter geschah dies mit Wissen und Billigung der britischen Regierung. Als man Friedrich nicht zu den „Home Forces“ einzog, wurde seine Identität als Sohn des Kronprinzen publik. Er wurde zuerst bei Liverpool, dann auf der Isle of Man interniert und schließlich nach Kanada deportiert. Nach Intervention der britischen Königin-Mutter Mary, deren Mann König Georg V. der Patenonkel Prinz Friedrichs gewesen war, durfte er 1941 nach England zurückkehren. Er arbeitete fortan in der Landwirtschaft. Er nahm den Namen George Mansfield an (Graf von Mansfeld war wiederum ein Titel der preußischen Könige).

## Nachkriegszeit
Im Juli 1945 heiratete er in Little Hadham bei Albury in Hertfordshire Lady Brigid Guinness (1920–1995), Tochter des 2. Earl of Iveagh, des Besitzers der Guinness-Brauerei. 1947 erhielt er die britische Staatsbürgerschaft, die ihm als protestantischem Nachkommen Sophies von der Pfalz gemäß dem Act of Settlement zustand. Ab 1951 trug Friedrich wieder den Namen Prinz von Preußen. In England lebte er als Landwirt auf seinem Gut Patmore Hall bei Albury.
Als Eigentümer von Weingut und Hotel Schloss Reinhartshausen in Erbach (Rheingau) hielt er sich regelmäßig in Deutschland auf. Bei einem dieser Aufenthalte ertrank Friedrich im Alter von 54 Jahren im Rhein. Er wurde auf dem kleinen Familienfriedhof im Offiziersgärtchen der St. Michaels-Bastei innerhalb der Burg Hohenzollern bestattet.

## Nachkommen

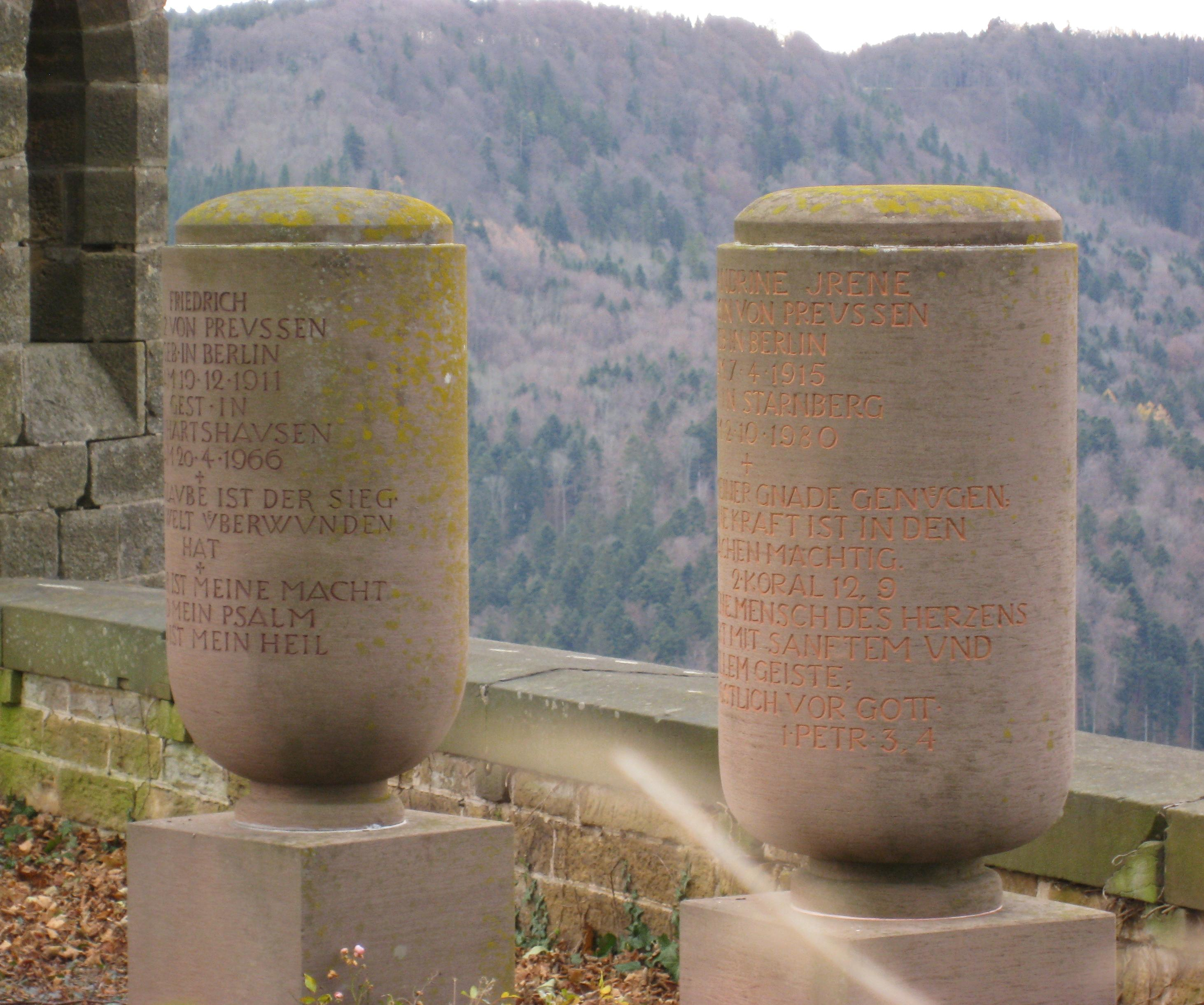
Das Urnengrab Friedrichs neben dem seiner Schwester Alexandrine auf der Burg Hohenzollern

Lady Brigid und Friedrich hatten fünf Kinder:
- Friedrich Nikolaus (* 1946) ⚭ Hon. Victoria Lucinda Mancroft (* 1952), Tochter des Stormont Mancroft, 2. Baron Mancroft.
- Andreas (* 1947) ⚭ Alexandra Blahova (1947–2019)
- Victoria Marina (* 1952) ⚭ Philippe Alphonse Achache (* 1945)
- Antonia (* 1955) ⚭ Charles Wellesley, 9. Duke of Wellington (* 1945)
- Rupert (* 1955) ⚭ Ziba Rastegar-Javaheri (* 1954)